# مسجدمحله (نمین)
مسجدمحله یک منطقهٔ مسکونی در ایران است که در دهستان گرده واقع شده‌است. مسجدمحله ۴۳ نفر جمعیت دارد.